# شمع بیابان
شمع بیابان (نام علمی: Caulanthus inflatus) نام یک گونه از سرده گل‌گهر است.